# Linfotoxina
Linfotoxina (también conocida como Factor de necrosis tumoral beta, FNT - β o factor citotóxico) es una linfocina citoquina.

## Estructura
Fue descubierto por Ruddle y Waksman en 1968, nombrándolo como "factor citotóxico". Más tarde ese mismo año, Granger y Williams le darían el nombre de "linfotoxina".
Es una glicoproteína compuesta por 171 aminoácidos y con un peso molecular de 25 kDa. La linfotoxina es homóloga al Factor de necrosis tumoral β, pero producida por los linfocitos Th1 y en menor medida por los linfocitos CD8+, las células B activadas por LPS y las células activadas del sistema nervioso central. Como no requiere de la presencia de antígenos, es un mediador no específico

## Actividad
Los efectos son similares a los del factor de necrosis tumoral, pero en este caso también es importante para el desarrollo de los órganos linfoides. Matan las células infectadas por virus perforando sus membranas.